# Daniel Lloyd
Daniel Lloyd (Christchurch, Dorset, 11 d'agost de 1980) va ser un ciclista anglès, que fou professional del 2003 al 2012.

## Palmarès
- 2006
  - Vencedor d'una etapa al Tour de Siam
  - Vencedor d'una etapa a la Volta al llac Qinghai
- 2009
  - 1r a la Volta a Extremadura

### Resultats al Giro d'Itàlia
- 2009. 114è de la Classificació general
- 2010. 103è de la Classificació general

### Resultats al Tour de França
- 2010. 164è de la Classificació general